# Henry Percy Brewster
Henry Percy Brewster (também escrito Persy) (Condado de Laurens, 22 de Novembro de 1816 - 28 de Dezembro de 1884) foi um advogado, estadista e soldado do Texas. Lutou na Revolução do Texas, e como um coronel no exército confederado do Texas durante a Guerra Civil Americana.

## Primeiros anos
Henry Percy Brewster nasceu no Condado de Laurens, na Carolina do Sul. Ele ingressou para a lei e começou a sua prática lá. Em 1836, enquanto visitava a cidade de Nova Orleães, se ofereceu para servir no Exército nascente Texas. Quando Brewster chegou a Velasco, Texas, foi separado da sua empresa para actuar como secretário de Sam Houston. A única acção que ele estava era a Batalha de San Jacinto. Após a batalha ele acompanhou Houston, que foi ferido, para Nova Orleães.

## Legado
O Condado de Brewster, Texas, foi nomeado em sua honra.